# Франсиско Ромеро
Франсиско Ромеро, e каталунски лекар - първия сърдечен хирург, които е извършил отворена перикардиостомия за лечение на перикарден излив през 1801 г.
Ромеро завършва Медицинското училище на университета в Уеска през 1796. Той заема професорска длъжност в този университет, а също става хирург на Кралския колеж в Барселона.